# Blind Date (Filmreihe)
Die Filmreihe Blind Date mit Olli Dittrich und Anke Engelke präsentierte eine neue Erzählform des Films: Zwei Darsteller treffen ohne vorheriges Drehbuch oder Kenntnis über die Rolle des Anderen aufeinander.

## Blind Date (2001)
Olli Dittrich wollte unbedingt mit Anke Engelke einen Sketch drehen. Da nur wenig Zeit zur Verfügung stand, beschlossen die beiden zu improvisieren. Sie trafen sich in einem italienischen Restaurant, in dem mehrere (scheinbar) versteckte Kameras installiert waren, zu einem echten Blind Date. Die entstandenen Szenen erschienen in mehreren Folgen von „Olli, Tiere, Sensationen“. Ein Jahr später sendete das ZDF erstmals „Blind Date“ als einen zusammenhängenden Film. Der Film wurde für den Adolf-Grimme-Preis 2002 nominiert.
Zwei Menschen lernen sich über eine Chiffreanzeige kennen: Rainer König (Olli Dittrich), ein fünfzigjähriger Fahrer in einer Autovermietung, und Yvonne Herze (Anke Engelke), eine unsichere Berlinerin. Beide haben wenig Selbstvertrauen. Er versucht den galanten Mann zu spielen, sie hat sich die Körbchen ausgepolstert. Es kristallisieren sich zwei Verlierertypen heraus, die voreinander bestehen wollen.

## Blind Date 2 – Taxi nach Schweinau (2002)
Engelke ist die „ruhige Ruth“, eine Taxifahrerin aus Köln-Nippes, Dittrich der gehetzte und hilflose Uwe Ackermann aus Sprendlingen (Kreis Offenbach, daher Dittrichs hessischer Dialekt) auf dem Weg zur Testamentseröffnung seines Vaters. Es entspinnt sich auf der einstündigen Fahrt ein Wechselspiel von tiefgründigen Betrachtungen des Lebens und Banalitäten.

## Blind Date 3 – Der fünfbeinige Elefant (2002)
Die Sportpädagogin Constance Pillmann und der grüblerische Comic-Zeichner Sascha von Kramm begegnen sich spät nachts in einem Aufzug, der prompt steckenbleibt. So kommen sie dazu, innezuhalten und sich auszusprechen. Es zeigen sich die unterschiedlichen Lebensentwürfe, was sich zum Ende hin sogar zu einer kleinen Romanze entwickelt.
Gedreht wurde in einem Wohnhaus in Köln-Kalk, das kurz vor dem Abriss stand. Sieben Kameras nahmen das Geschehen im Aufzug gleichzeitig auf.

## Blind Date 4 – London-Moabit (2003)
Diesmal treffen sich Anke als galante Hotelerbin und Olli als schlurfiger Musiker Kalle aus Berlin im Zug von Bonn nach Bingen am Rhein. Die unterschiedlichen Lebensläufe spiegeln sich deutlich im Verhalten der Protagonisten. Trotzdem kommen sie sich näher.
Zu den Drehaufnahmen wurde ein Sonderzug gechartert, inklusive echtem Schaffner und Servicekraft.

## Blind Date 5 – Blaues Geheimnis (2004)
Dittrich ist Rocco „Marokko“ Hakim, ein Messerschlucker und Zirkusdirektor, Engelke ist die Grundschullehrerin Sonja Mette und unterrichtet Roccos neunjährigen Sohn Florian. Beim Elternsprechtag treffen sie aufeinander. Während sie über die schönen Bilder des Sohnes spricht, beschäftigt ihn viel mehr sein totes Pferd. Und doch werden die Gespräche immer intensiver.

## Blind Date 6 – Tanzen verboten (2005)
Zum ersten Mal geht es nicht um die Begegnung zweier Fremder. Engelke und Dittrich spielen das Ehepaar Elke und Udo, die Rollen zweier Menschen, die sich gut kennen. Diese haben gerade eine Familienfeier hinter sich gebracht. Jetzt sind sie wieder allein in ihrem Hotelzimmer, liegen im Bett und sie schminkt sich ab, während er mit dem Handy spielt. Sobald die Rede auf die gerade gemeinsam erlebte Feier kommt, geraten sie sich in die Haare.

## Auszeichnungen
Die Folge Taxi nach Schweinau erhielt folgende Auszeichnungen:
- Adolf-Grimme-Preis mit Gold für Olli Dittrich und Anke Engelke, 2003
- Der Bayerische Fernsehpreis 2003

Aus der Begründung: „Blind Date – Taxi nach Schweinau“ ist bestes innovatives Entertainment, ganz in der Tradition der Commedia dell’arte.